# François de La Noue
Pour les articles homonymes, voir Bras de Fer (homonymie) et La Noue.
François de La Nouë, dit Bras de fer, seigneur de La Noue-Briord, de La Roche-Bernard, de Montreuil-Bonnin, du Loroux-Bottereau, de La Verrière et de La Boissière-du-Doré, né en 1531 au château de la Gascherie (La Chapelle-sur-Erdre) et mort le 4 août 1591 à Moncontour, est un capitaine huguenot durant les guerres de Religion.

## Biographie
Descendant d'une famille illustre et dévouée aux ducs de Bretagne, fils de François de La Noüe, seigneur de Chavagnes et de La Boissière-du-Doré, gentilhomme de la Chambre de François Ier, et de Bonaventure L'Épervier, dame de La Bouvardière, François de La Noue est appelé à la cour par François Ier en qualité de page du futur Henri II.
Après avoir fait ses premières armes en Picardie, il est envoyé en Piémont et participe aux dernières guerres d'Italie, où il se distingue par son habileté et son courage. Sa conversion à la Réforme remonte sans doute à 1558, lorsque François de Coligny d'Andelot, au cours d'une tournée en Bretagne, fait prêcher le pasteur qu'il a emmené avec lui. Bien qu'entré dans la clientèle des Châtillon, il reste un protégé des Guise. En 1560, ceux-ci le chargent, avec d'autres gentilshommes, d'accompagner leur nièce Marie Stuart en Écosse.
De son mariage avec la sœur de Charles de Téligny naît vers 1560 son fils Odet de La Noue.

### Guerres de Religion

#### Un gentilhomme protestant
Sa foi l'engage dans les guerres civiles, au cours desquelles il se forge une réputation de grand capitaine. Il prend part aux batailles de Dreux en 1562 et de Saint-Denis en 1567. La même année, il s'illustre en prenant Orléans et Saumur à la tête de seulement cinquante cavaliers.
Il est dédicataire avec Charles de Téligny des Dix pseaumes de David, nouvellement composez à quatre parties en forme de motet...  de Claude Le Jeune (Paris, Adrian Le Roy et Robert Ballard, 1564).

#### Un chef de guerre valeureux
Au cours de la troisième guerre, il est nommé par Louis Ier, prince de Condé gouverneur de La Rochelle et des provinces de Poitou, Aunis et Saintonge. On lui confie le commandement de l'arrière-garde huguenote lors de la bataille de Jarnac, mais abandonné par ses hommes, il est fait prisonnier. À la mort de François de Coligny d'Andelot, il est nommé colonel-général de l'infanterie, avant d'être de nouveau fait prisonnier à la bataille de Moncontour. Estimé par le duc d'Anjou, il est échangé contre le condottiere florentin Philippe Strozzi, lui-même capturé par le régiment de La Nouë lors de la bataille de La Roche-l'Abeille. Pour inquiéter les catholiques qui assiègent La Rochelle, il surprend plusieurs villes voisines, s'empare des Sables d'Olonne et de Luçon, et écrase l'armée de Puygaillard. En 1570, il est grièvement blessé au siège de Fontenay-le-Comte et doit être amputé du bras gauche. Un mécanicien de La Rochelle lui confectionne alors une prothèse métallique, ce qui lui vaut le surnom de Bras-de-fer. Grâce à cette opération, il peut remporter de nouveaux succès : il s'empare de Niort, de Marennes, de Soubise, de Brouage et de Saintes.

#### Au service du roi de France

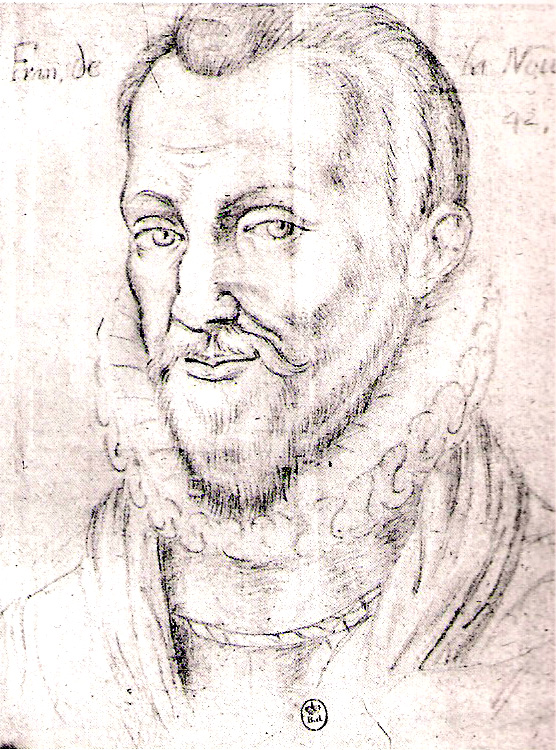
François de La Nouë (vers 1573).

Après la paix de Saint-Germain, signée en août 1570, La Nouë se rapproche du roi, qui cherche à se l'attacher plus étroitement en le faisant chevalier de l'ordre de Saint-Michel, puis gentilhomme de sa chambre. Il est choisi par Jeanne d'Albret pour discuter avec les délégués royaux des conditions du mariage entre Henri de Navarre et Marguerite de Valois. Il place de fermes espoirs dans la politique de tolérance civile alors suivie, qui s'appuie sur une grande politique internationale de rapprochement avec les puissances protestantes, d'éloignement à l'égard de l'Espagne et d'aide plus ou moins couverte aux révoltés des Pays-Bas.
Ainsi le 1er mai 1572, le roi Charles IX l'envoie soutenir le comté de Hainaut révolté contre son souverain, l’ultra-catholique roi d'Espagne Philippe II. Avec Louis de Nassau, frère du prince d'Orange, et François III de Soyécourt, il prit part au siège de Mons, en 1572 ; la ville resta cependant aux Espagnols, le 21 septembre 1572. Il échappa ainsi au massacre de la Saint-Barthélemy, le 24 août 1572.
Pendant la quatrième guerre de Religion, Charles IX lui confie une délicate mission de conciliation entre les habitants de La Rochelle et le pouvoir royal. Mais les Rochelais, assiégés par les forces royales, le pressent de devenir leur gouverneur, ce que La Nouë accepte avec l'accord de Charles IX. N'oubliant pas ses convictions huguenotes et sentant que la guerre est proche, François de la Nouë démissionne de ses engagements royaux et organise la défense de la ville. Les historiens sont divisés quant à l'interprétation à donner à cette conduite : certains y voient un certain idéalisme, d'autres au contraire une preuve de réalisme politique. Le 2 février 1573, le duc d'Anjou, frère du roi et futur Henri III, l'incite à se rendre dans des conditions favorables, tout en exigeant une reddition sous trois jours. Faisant face au refus de ses coreligionnaires extrémistes, qui pour certains l'accusent de traîtrise, François de La Nouë quitte la ville et assiste à l'issue du siège de La Rochelle dans le camp royal, sans prendre part aux combats. Il signe finalement la paix le 24 juin 1573.

#### Au service des Malcontents
Le massacre de la Saint-Barthélemy et l'expérience de La Rochelle provoquent un changement d'attitude de La Nouë à l'égard du roi, qu'il accuse de manquer à sa parole, bien que celui-ci l'ait protégé du massacre. Il se rapproche de François d'Alençon et de ceux qui voient en lui l'espoir d'une nouvelle politique. En janvier 1574, il revient à La Rochelle et exhorte cette fois les Rochelais à la résistance, et justifie son action dans un manifeste. Pendant la cinquième guerre, il se range du côté des Malcontents et organise en Poitou la prise d'armes du Mardi Gras. Il se trouve à la pointe du combat des publicains (c'est-à-dire les défenseurs du bien public), qui recrutent parmi les modérés des deux bords. De nouveau gouverneur de La Rochelle en janvier 1577 pour le prince de Condé, il signe en septembre au nom de ce dernier et du roi de Navarre la paix de Bergerac.

### Captivité aux Pays-Bas

#### Au service des protestants des Pays-Bas révoltés
Fatigué des rivalités aux visées essentiellement politiques, il quitte la France pour apporter son soutien aux protestants révoltés des Pays-Bas, opprimés par Ferdinand Alvare de Tolède, duc d'Albe. Profitant du trouble causé par le renvoi des gens de guerre étrangers par les États, les insurgés avaient repris Courtrai et pillé Menin ; La Nouë s'était emparé de Ninove et avait fait prisonnier Philippe d'Egmont.

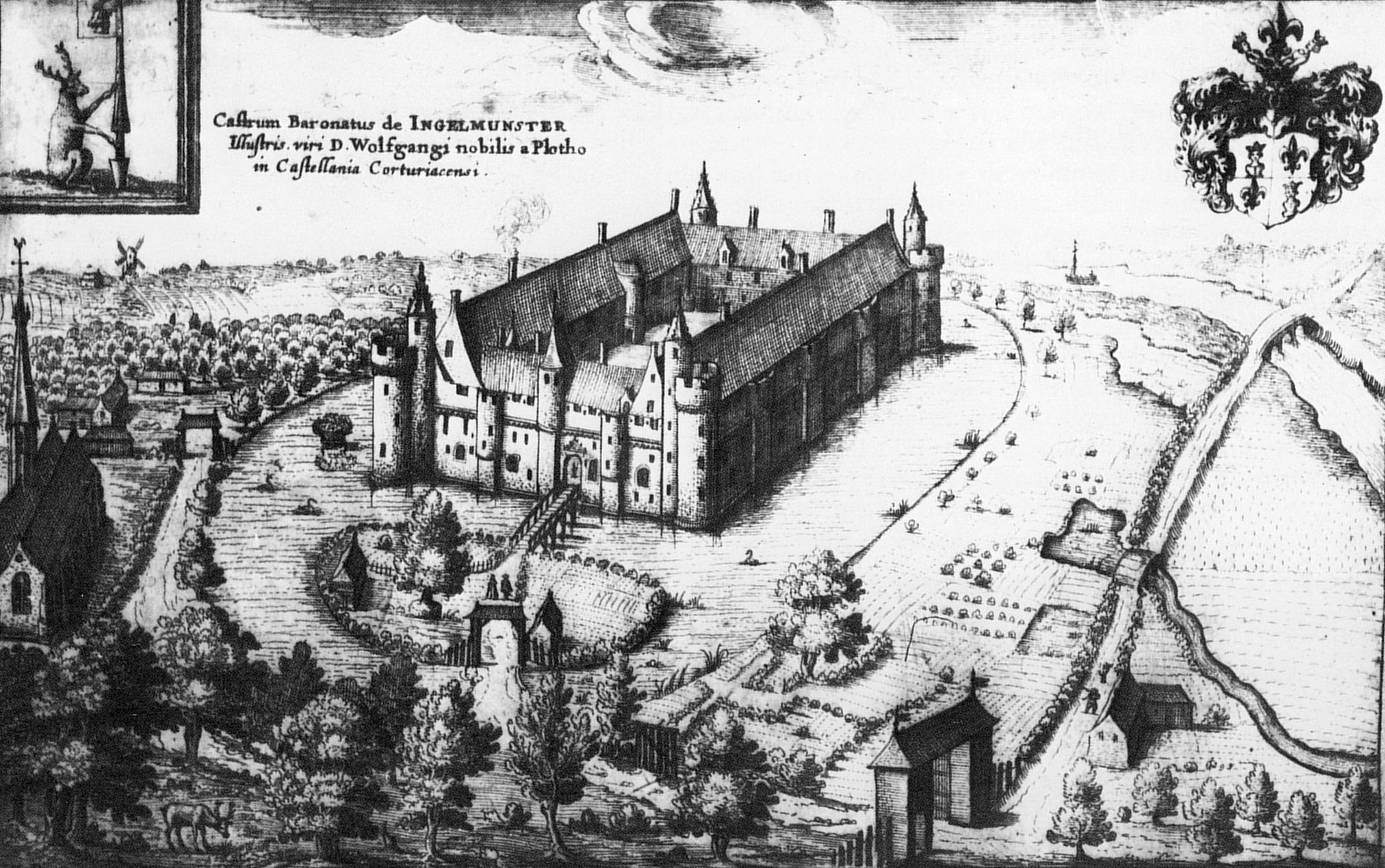
Le château d'Ingelmunster (1641).

Au mois de mai 1580, il tenait assiégé le château d'Ingelmunster (nl), et il avait quitté son camp avec quelques troupes pour surprendre Lille où il avait des intelligences, et dont la possession pouvait accélérer le triomphe du parti des États. Il n'était pas encore en vue de cette place que Robert de Melun, marquis de Roubaix, informé de ce qui se tramait, sortit immédiatement de Roubaix, à la tête d'une grande partie de ses troupes et courut à sa rencontre. La Nouë, atteint et battu au village de Pecq, par le marquis, se vit réduit à retourner sur ses pas.
Quelques jours après, le marquis sachant qu'un convoi de vivres était dirigé d'Audenarde sur Tournai, se met en embuscade avec quelques troupes d'élite. Après une longue et vaine attente, il allait se retirer quand La Nouë, averti de l'expédition, arrive à l'improviste, avec 1 200 hommes et 100 chevaux, et attaque le marquis, qui était loin de s'attendre à une telle visite. Remis de leur surprise, lui et les siens font des prodiges de valeur, se jettent sur la cavalerie qu'ils mettent en déroute. L'infanterie, qui s'oppose d'abord aux fuyards, est bientôt forcée de fuir à son tour, abandonnant ses armes.

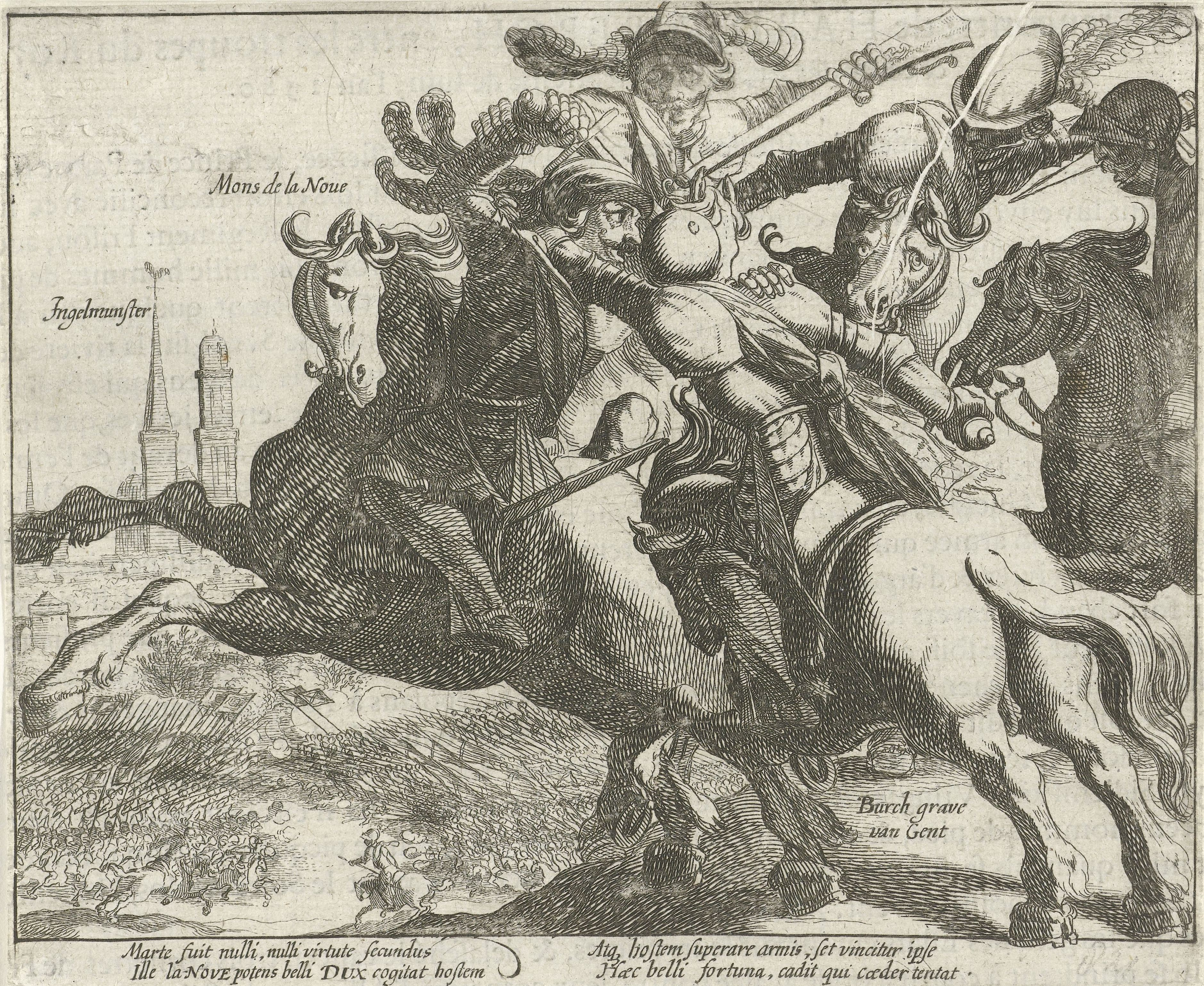
François de la Noue capturé à la bataille d'Ingelmunster, 1580.

Fort de cet avantage, le marquis se porte rapidement vers Ingelmunster où se trouvait le gros du corps de La Nouë, et là, sans avoir égard au nombre, attaque et force l'ennemi dans ses retranchements. Les Français et les Écossais, troublés, peuvent à peine soutenir le choc ; cinq cents hommes du régiment de Bours, arrivés de Roubaix, viennent décider la victoire et achever le carnage. Mais, tandis qu'on se bat avec acharnement autour du château, La Nouë, ayant rallié sa troupe, revient, fond sur les assaillants et les met entre deux feux. Cet incident menaçait de changer complètement la face des choses, mais la valeur du marquis sut parer à ce nouveau danger. Battu cette fois encore, La Nouë est fait prisonnier avec la plupart des siens (10 mai 1580).

#### La captivité
Pendant sa captivité au château de Limbourg, qui dure cinq ans, il écrit un commentaire sur l'histoire de Guichardin et compose les Discours politiques et militaires, publiés en 1587 à Bâle, en 1590 à La Rochelle, en 1592 et en 1612 à Francfort. Les Discours sont d'un intérêt historique de tout premier ordre et ont eu une influence importante sur les armées de tous les pays en raison de l'étude approfondie de l'art et de la stratégie militaires que La Nouë y présente. Napoléon Ier qualifiera plus tard ces discours de « Bible du soldat ». On y trouve également une analyse angoissée des maux qui menacent la France d'une ruine certaine si les habitants ne mettent pas un terme aux guerres civiles, ainsi qu'une vive réflexion sur la condition nobiliaire.
Célèbre pour sa galanterie, son sens de l'honneur et sa pureté de caractère, François de La Nouë force l'admiration de tous, ce qui va concourir à rendre ses conditions de détention épouvantables, et les conditions de sa libération exagérées.

#### La libération
Henri de Guise le fait finalement libérer en juin 1585, en échange de la libération du comte d'Egmont, d'autres prisonniers de valeur, d'une lourde rançon, ainsi que d'un engagement à ne plus prendre les armes contre l'Espagne ni contre ses alliés et à ne plus jamais reparaître aux Pays-Bas.
Entre 1586 à 1588, François de La Nouë s'exile à Genève, où il rencontre Théodore de Bèze. Il fait publier ses Discours politiques et militaires, et laisse une abondante correspondance.

### Derniers combats
Le 17 mai 1589, François de La Nouë remporte la bataille de Senlis pour le compte d'Henri III. Après l'assassinat de ce dernier, il rejoint Henri IV, et participe aux batailles d'Arques, du 15 septembre 1589 au 29 septembre 1589, et d'Ivry, le 14 mars 1590. En mai 1590, il est à l'attaque des faubourgs au nord de Paris au cours duquel il est de nouveau blessé, puis Henri IV l'envoie en Bretagne assister le prince de Dombes, Henri de Montpensier , qui ne parvient pas à prendre la ville de Lamballe.
Le 16 juillet 1591, ils investissent enfin la ville, mais François de La Nouë est mortellement blessé à la tête durant l'assaut. Transporté à Moncontour pour y recevoir des soins, il y décède le 4 août 1591. Lorsqu'il apprend sa mort, Henri IV prononce un éloge funèbre en l'honneur du guerrier défunt : « c'était un grand homme de guerre, et encore plus un grand homme de bien : on ne peut assez regretter qu'un petit château ait fait périr un capitaine qui valait mieux que toute une province ».

## Anecdotes
François de La Nouë a entretenu une correspondance et une longue amitié avec Sir Francis Walsingham, ministre protestant anglais, connu comme le « maître-espion » de la reine Élisabeth Ire d'Angleterre.
Montaigne range François de La Noue parmi les plus grands capitaines de son temps. Après 1588, dans un ajout tardif inscrit à la plume sur son exemplaire de travail, l'auteur des Essais estime, en effet, qu'il a toujours su faire preuve de "constante bonté, douceur de mœurs, et facilité consciencieuse" au milieu de guerres d’un nouveau genre, marquées par la "trahison, l’inhumanité, et le brigandage".

## Ouvrages imprimés
- François de La Nouë, Déclaration de Monsieur de la Nouë, sur sa prise des armes pour la juste défense des villes de Sedan et Jamets, 1588, 21 p. (lire en ligne)
- François de La Nouë, De Sanctis Franciae cancellariis syntagma historicum F. Franciscus Lanovius, Parisiis, 1634, 232 p. (lire en ligne)
- François de La Nouë, Discours politiques et militaires, 1587 (lire en ligne) (numérisation e-rara) (lire sur gallica)

- François de La Nouë, Observations sur l'histoire de Guicciardini, 1592
- Sa correspondance, publiée en 1854